# Peter Hinrich Fuhrmann

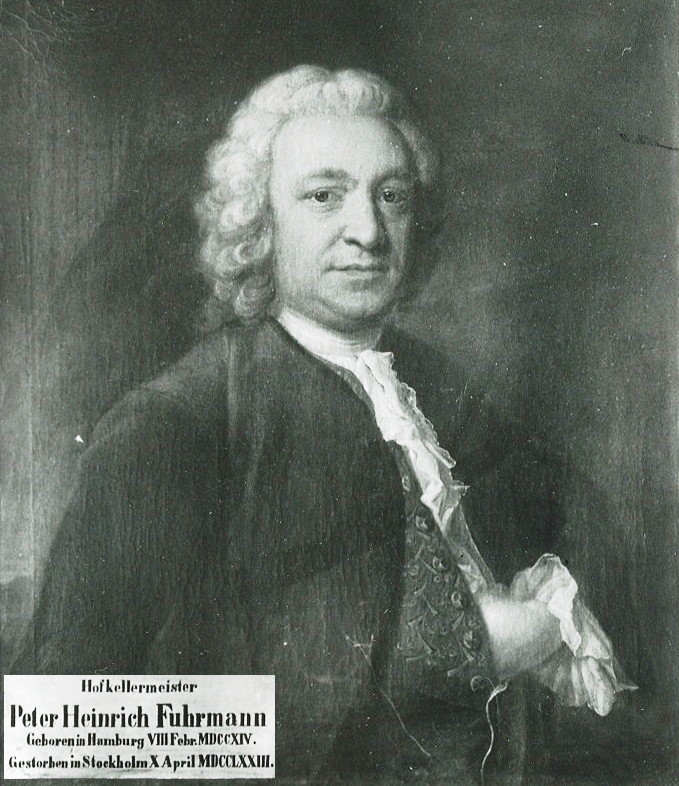
Peter Heinrich Fuhrmann.

Peter Hinrich Fuhrmann (stavas även Fuhrman), född 8 februari 1714 i Hamburg, död 10 april 1773 i Stockholm var en vinhandlare, hovkällarmästare och donator verksam i Stockholm. Han var upphovsman till stiftelsen Fuhrmannsche Stiftung och Fuhrmannsche Sprachschule.

## Biografi

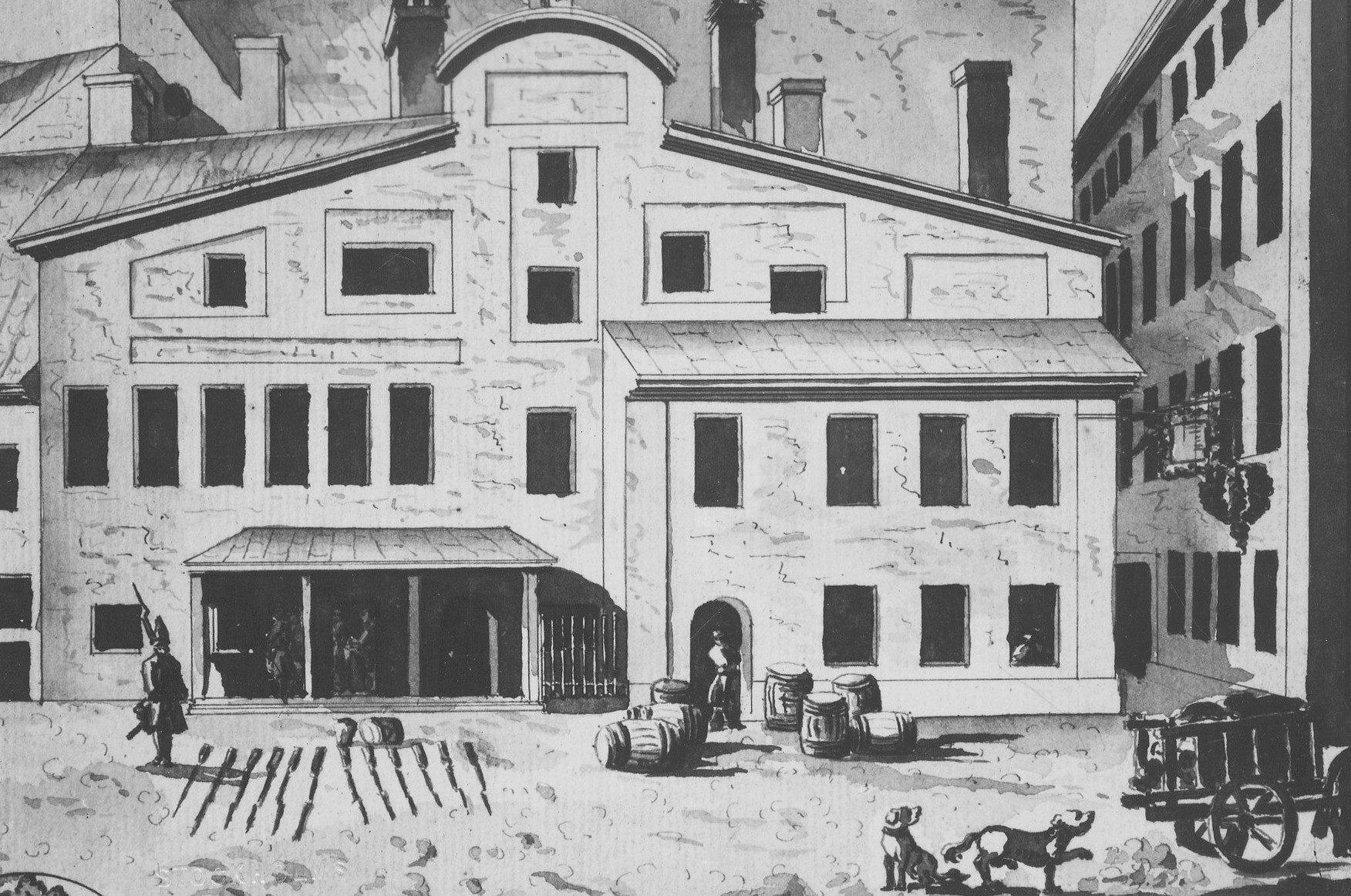
Rådstugans sydöstra hörn med Storkällaren till höger bakom vinfaten, 1768.

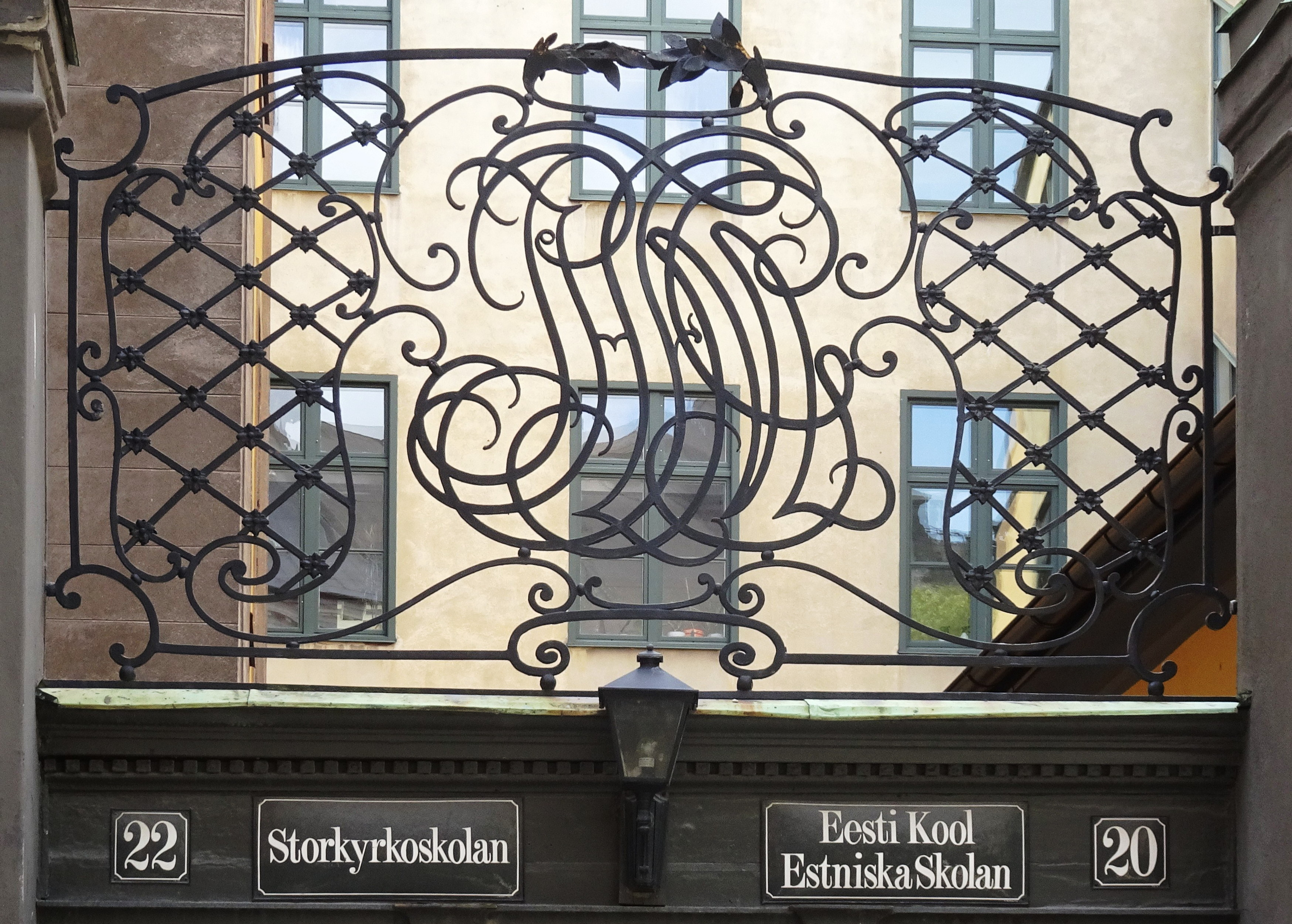
Överstycke i smide med initialerna P H F M G, Svartmangatan 20-22.

I 24-årsåldern utvandrade Fuhrmann från Hamburg till Stockholm och var till en början sysselsatt som tunnbindare hos olika vinhandlare i staden. I februari 1740 gifte han sig med den 13 år äldre änkan Margarete Götze och övertog hennes före detta makes vinhandel i kvarteret Juno, Svartmangatan 20–22, även kallat Ehrenstrahlska huset efter sin ursprungliga ägare, hovmålaren David Klöcker Ehrenstrahl. Paret förblev barnlöst.
Fuhrmann drev även Storkällaren eller Fuhrmanska källaren belägen i Rådstugans sydöstra hörn vid Stortorget. Stället besöktes av bland andra Carl Michael Bellman, Tobias Sergel och Erik Palmstedt. Fuhrmann var vid denna tid stadens mest aktade vinskänk och hovkällarmästare och förekommer i Bellmans visor men inte som drinkare utan som furnissör (en gammal benämning på en leverantör). Fuhrmann var för övrigt styvfar till Maria Engel Friedlein, mor till Bellmans hustru, Lovisa Fredrica Bellman (född Grönlund). I Fredmans sånger N:o 22 (Om Bacchi bröllop) omnämns han som Bacchus högste Ämbetsman och Marskalk.
| ” | Sjelf Fuhrman Marskalk är så grann Med stor peruk til dans; Hos Bacchus högste Ämbetsman, Och Pascha af en Svans. Bacchus brudgum Står nu med krans. Vi ä budna allihop At på bröllop dricka med hvarann, Til at drick Drick hvad du kan. Vi ä budna allihop. | „ |

Fuhrmannska källaren flyttade sedermera till Svartmangatan 20 när rådhuset skulle rivas på 1770-talet. I samband med flytten lät Fuhrmann bygga om huset vid Svartmangatan. Från den tiden existerar fortfarande ett portöverstycke i smide med de hopflätade initialerna P H F M G (Peter Heinrich Fuhrmann Margarete Götze).
Affärerna gick tydligen bra eftersom Fuhrmann vid sin död 1773 hade samlat ihop en större förmögenhet, bland annat fastigheten vid Svartmangatan. Fuhrmann hörde till den tyska minoriteten i Stockholm och som sådan var han medlem i Tyska S:ta Gertruds församling. Till denna församling testamenterade han hela sin förmögenhet som förvaltas av Fuhrmannsche Stiftung, vars uppgift är bland annat att främja tyska språket bland församlingens barn och ungdomar. Fortfarande ger församlingen språkundervisning i tyska språket genom Fuhrmannsche Sprachschule och varje år erhåller 14 ungdomar stipendier.

## Hedersbetygelser

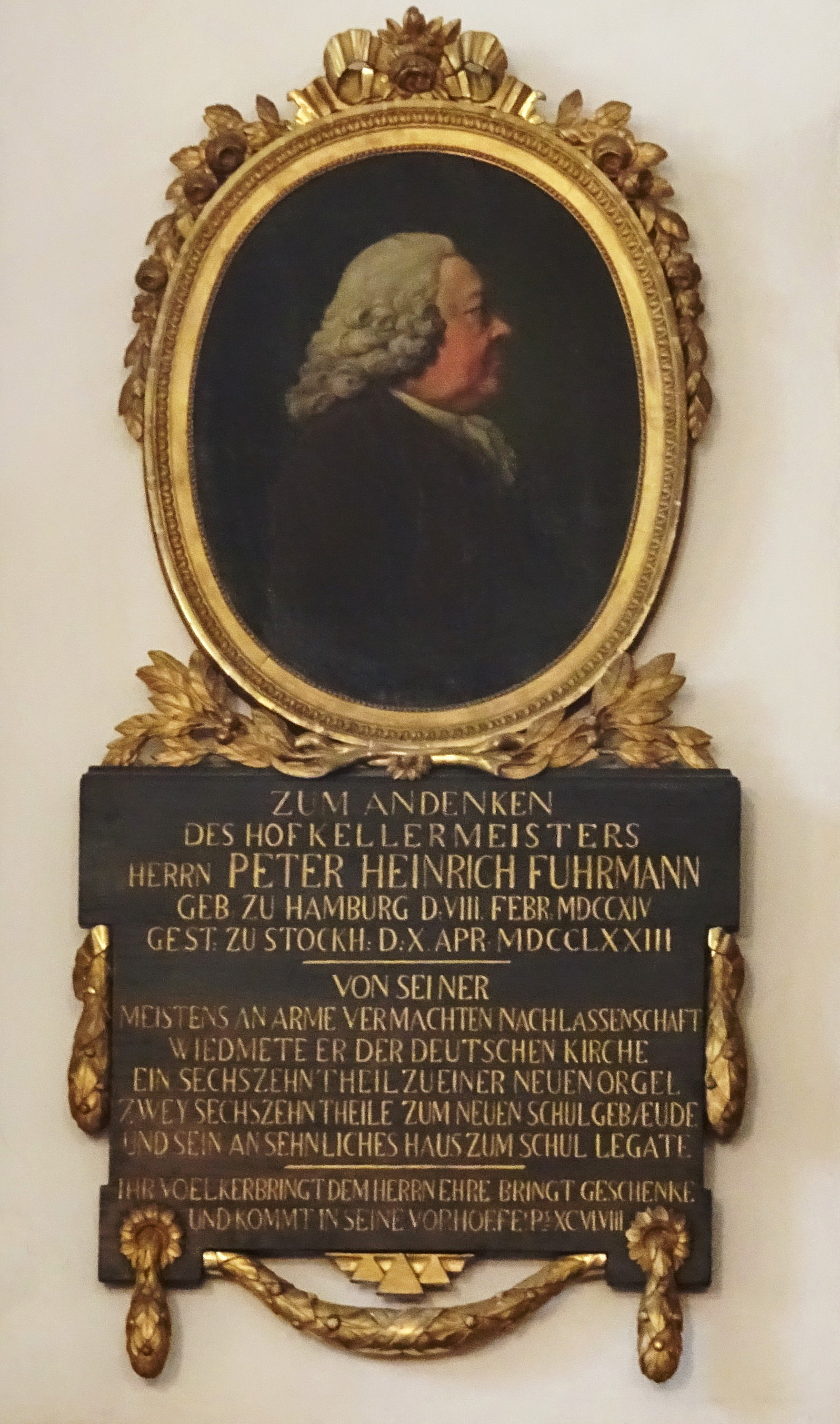
Peter Heinrich Fuhrmanns epitafium i Tyska kyrkan.

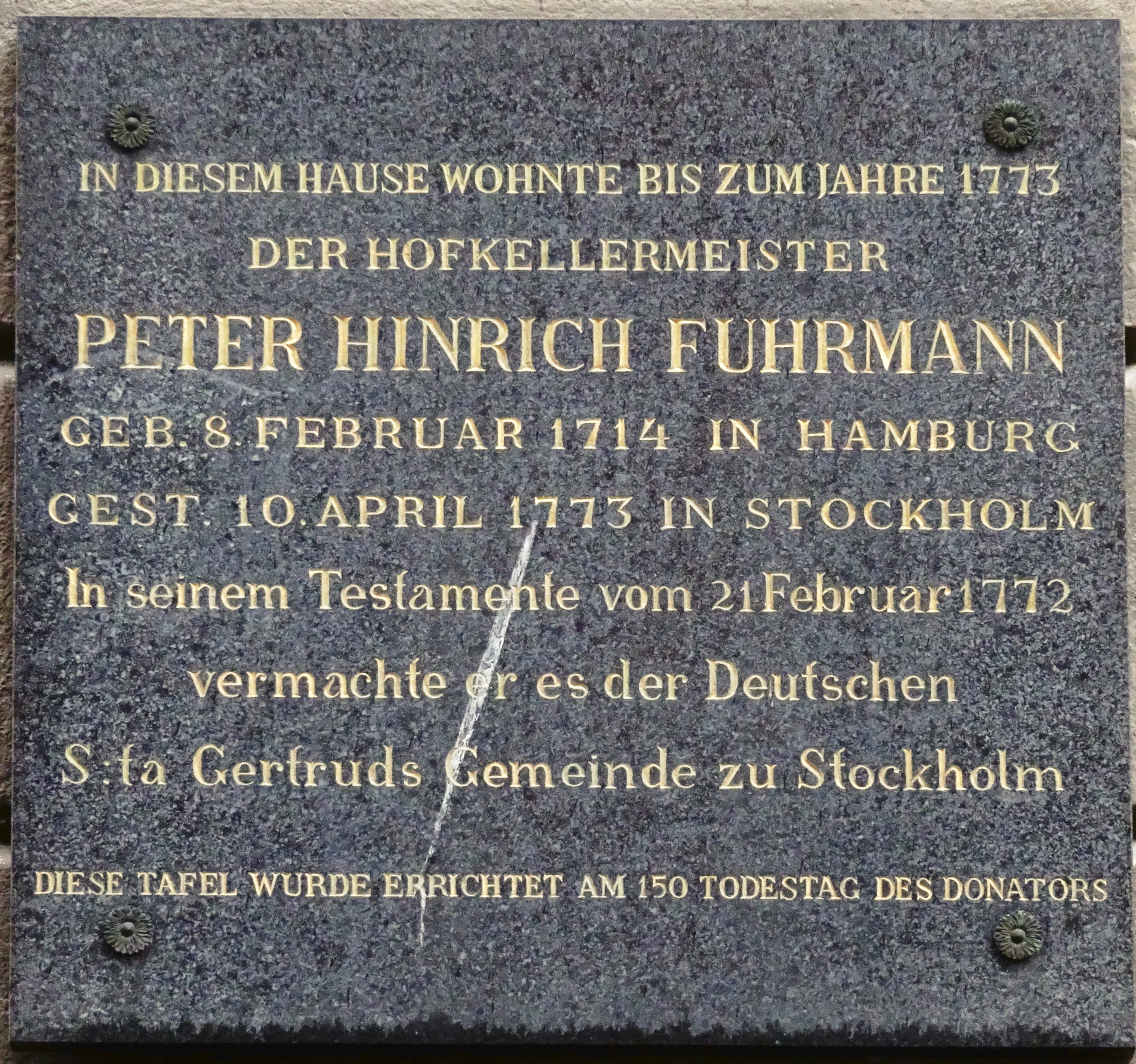
Svartmangatan 22.

I Tyska kyrkan finns en epitafium och i kyrksalen en byst över Fuhrmann. Bysten körs en gång om året till Sjöfartshuset vid Skeppsbron där det bjuds på middag. Epitafiets inskription lyder:
| ” | VON SEINER MEISTENS AN ARME VERMACHTEN NACHLASSENSCHAFT WIEDMETE ER DER DEUTSCHEN KIRCHE EIN SECHSZEHNTHEL ZU EINER NEUEN ORGEL ZWEY SECHZEHN THEILE ZUM NEUEN SCHULGEBÆUDE UND SEIN ANSEHNLICHES HAUS ZUM SCHUL LEGATE | „ |

På fasaden till huset på Svartmangatan 20-22 uppsattes 1923 en minnestavla med anledning av hans 150-åriga dödsdag. Texten är på tyska och lyder:
| ” | IN DIESEM HAUSE WOHNTE BIS ZUM JAHRE 1773 DER HOFKELLERMEISTER PETER HINRICH FUHRMANN GEB. 8. FEBRUAR 1714 IN HAMBURG GEST. 10. APRIL 1773 IN STOCKHOLM In seinem Testamente vom 21. Februar 1772 vermachte er es der Deutschen S:ta Gertruds Gemeinde zu Stockholm DIESE TAFEL WURDE ERRICHTET AM 150. TODESTAG DES DONATORS | „ |